# Mary Cullen
Mary Cullen (ur. 17 sierpnia 1982) – irlandzka lekkoatletka, specjalizująca się w biegach długodystansowych. 
Najważniejszym jej osiągnięciem jest brązowy medal halowych mistrzostw Europy w biegu na 3000 m (2009). 

## Największe osiągnięcia
| Rok  | Rodzaj zawodów            | Miasto | Konkurencja    | Miejsce | Wynik       |
| ---- | ------------------------- | ------ | -------------- | ------- | ----------- |
| 2009 | Halowe mistrzostwa Europy | Turyn  | bieg na 3000 m | 3       | 8:48,47 min |

## Rekordy życiowe
- bieg na 10 000 m - 32:21.42 (2007)
- 1500 m (hala) – 4:15.88 (2007)
- 1 mila (hala) - 4:32.29 (2007)
- 3000 m (hala) – 8:43.74 (2009) rekord Irlandii
- 5000 m (hala) – 15:18.34 (2009)